# Cowboy Junkies
Die Cowboy Junkies sind eine kanadische Band. Sie gelten als eine stilbildende Band des Alternative Country und verbinden Elemente von Indie-Rock, Blues, Folk und Country-Musik.

## Geschichte
Die Band formierte sich 1985 in Toronto. Gründungsmitglieder sind die Geschwister Michael (* 1959), Peter (* 1965) und Margo (* 1961) Timmins sowie Alan Anton (* 1959 als Alan Alizojvodic), der bereits zuvor mit Michael Timmins in anderen Bands gespielt hatte.
Ihr Debütalbum Whites Off Earth Now!! enthielt überwiegend Coverversionen, von Lightnin’ Hopkins, Bruce Springsteen, Robert Johnson, John Lee Hooker und Big Joe Williams. Lediglich der Song Take Me wurde von Margo und Michael Timmins geschrieben. Das Album wurde 1986 in einer Garage aufgenommen und über das eigene Label Latent Recordings vertrieben.
Das zweite Album The Trinity Session von 1988 ist bis heute das bekannteste der Band. Es wurde am 27. November 1987 in einer 14-stündigen Session mit einem einzigen Mikrofon in der Kirche Church of the Holy Trinity in Toronto aufgenommen. Neben sechs Eigenkompositionen finden sich darauf u. a. Coverversionen von Sweet Jane (Lou Reed) und I'm So Lonesome I Could Cry (Hank Williams). Der Erfolg dieses Albums brachte den Cowboy Junkies 1989 einen Plattenvertrag mit RCA Records ein. Insgesamt wurden davon über 1,5 Millionen Exemplare verkauft.
1990 folgte das Album The Caution Horses und eine Tournee zusammen mit Townes Van Zandt. Dieser schrieb für die Band den Song Cowboy Junkies Lament, wofür Michael Timmins sich mit Townes' Blues revanchierte. Beide Songs finden sich auf dem 1992 erschienenen Album Black Eyed Man. Nach dem Album Pale Sun Crescent Moon (1993) wechselte die Band von RCA zu Geffen Records und brachte 1996 das Album Lay It Down heraus. Es ist das erste, das ausschließlich Eigenkompositionen enthält. Nach Veröffentlichung des Albums Miles from Our Home (1998) endete der Vertrag mit Geffen Records. Das nächste Album Open wurde 2001 wieder vom eigenen Label Latent Recordings herausgebracht.
Zum zwanzigjährigen Jubiläum von The Trinity Session erschien Trinity Revisited 2007 als Album und Dokumentarfilm. Aufgenommen am Ort der Originalaufnahme, sind diesmal Natalie Merchant, Ryan Adams und Vic Chesnutt als Gastsänger dabei.
Zum dreißigjährigen Bandjubiläum erschien 2015 eine 4CD-Box unter dem Titel Notes Falling Slow, die aus remastered Versionen der Alben One Soul Now, Early 21st Century Blues, At the End of Paths Taken (2004–2007), sowie einer Bonus-CD mit einer Sammlung von auf diesen Alben nicht verwendeten Aufnahmen besteht.

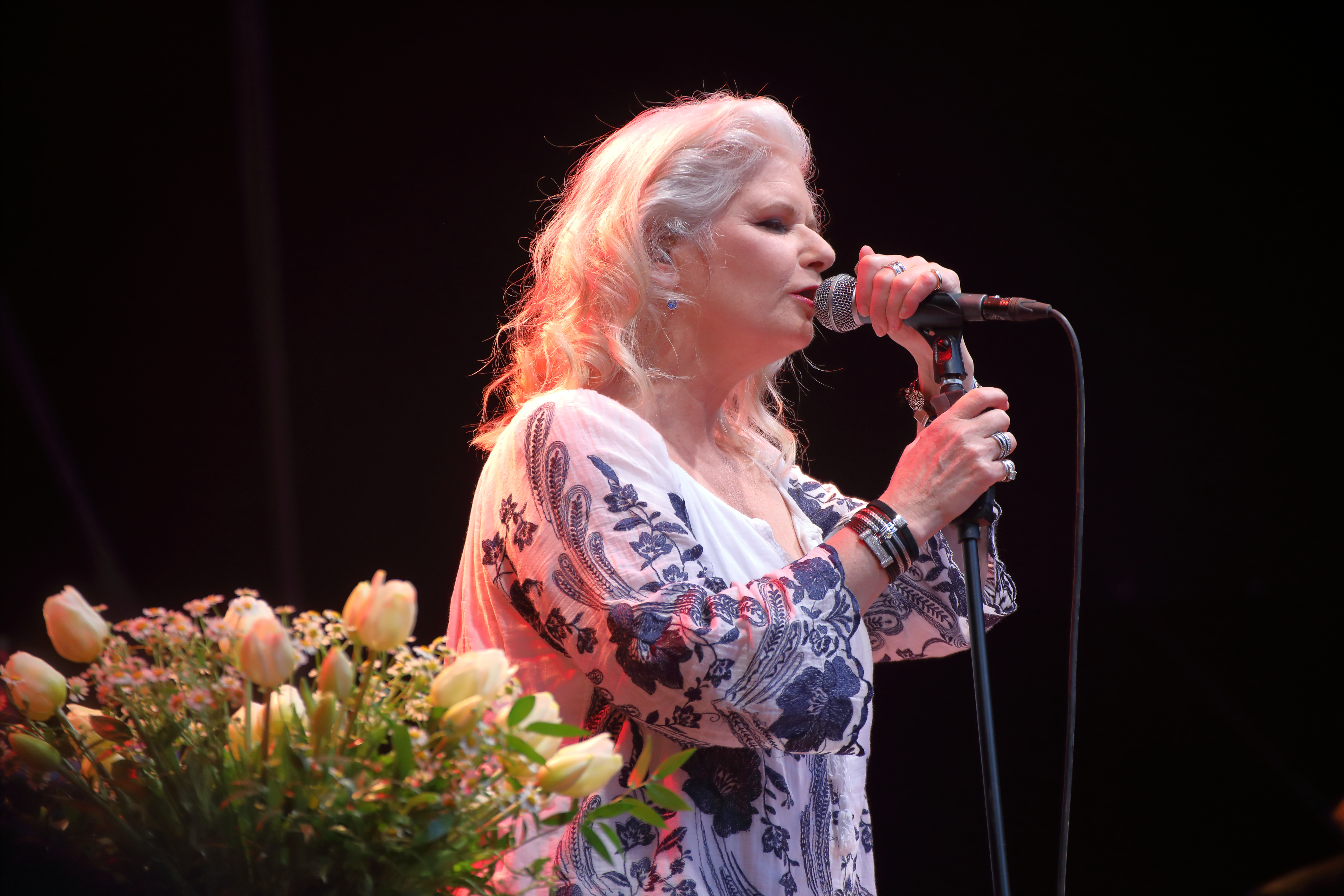
Margo Timmins, Rudolstadt-Festival 2019
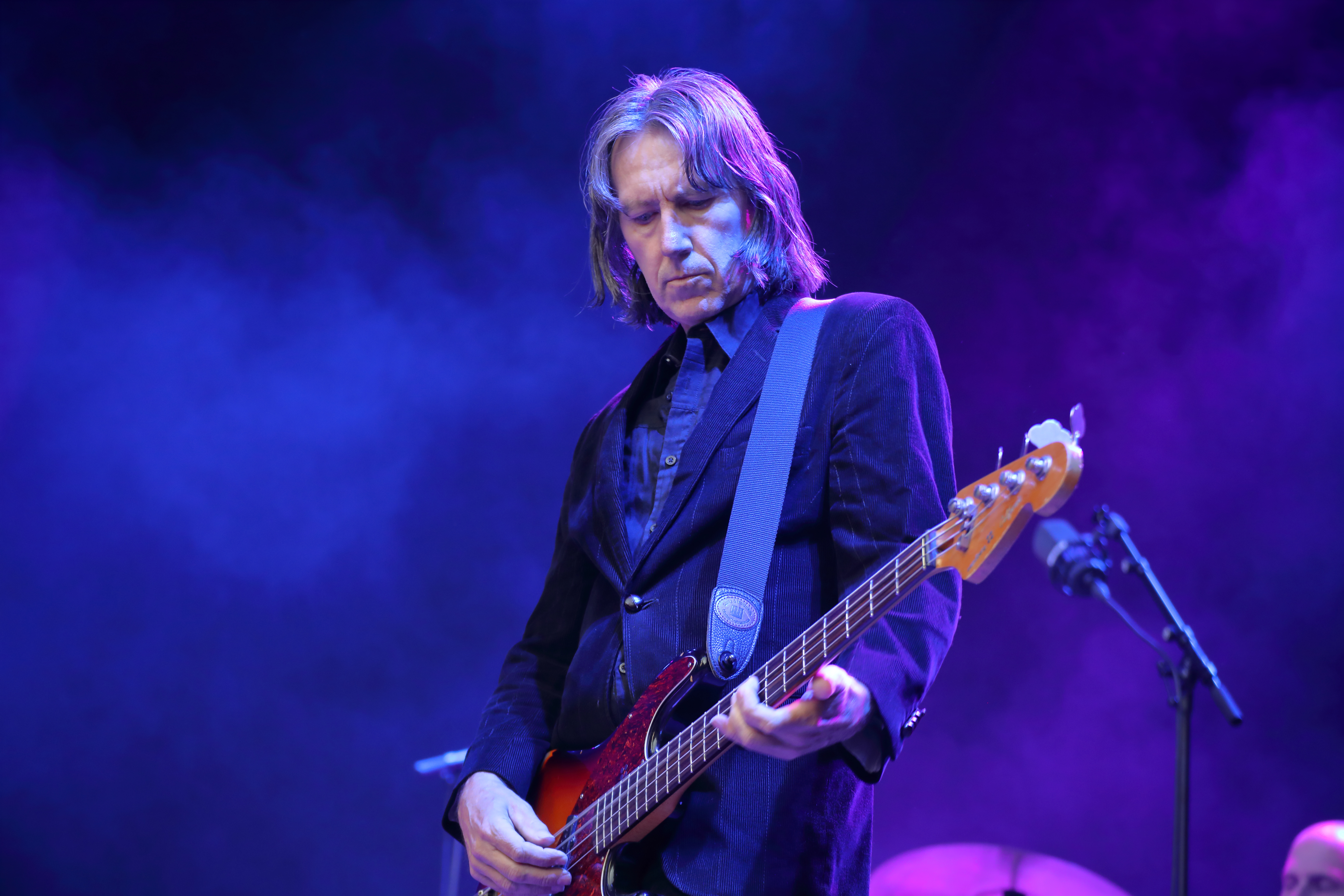
Alan Anton
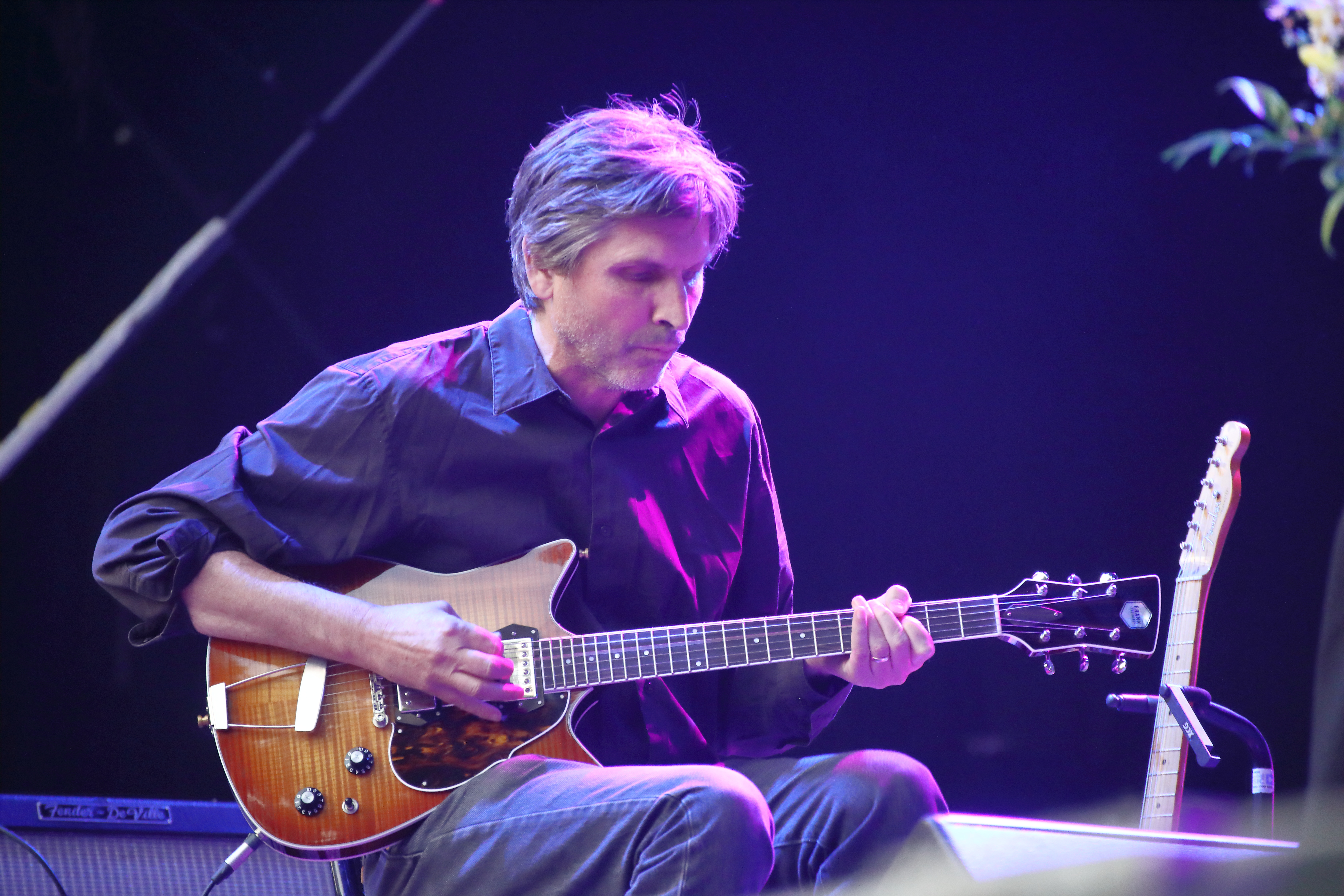
Michael Timmins
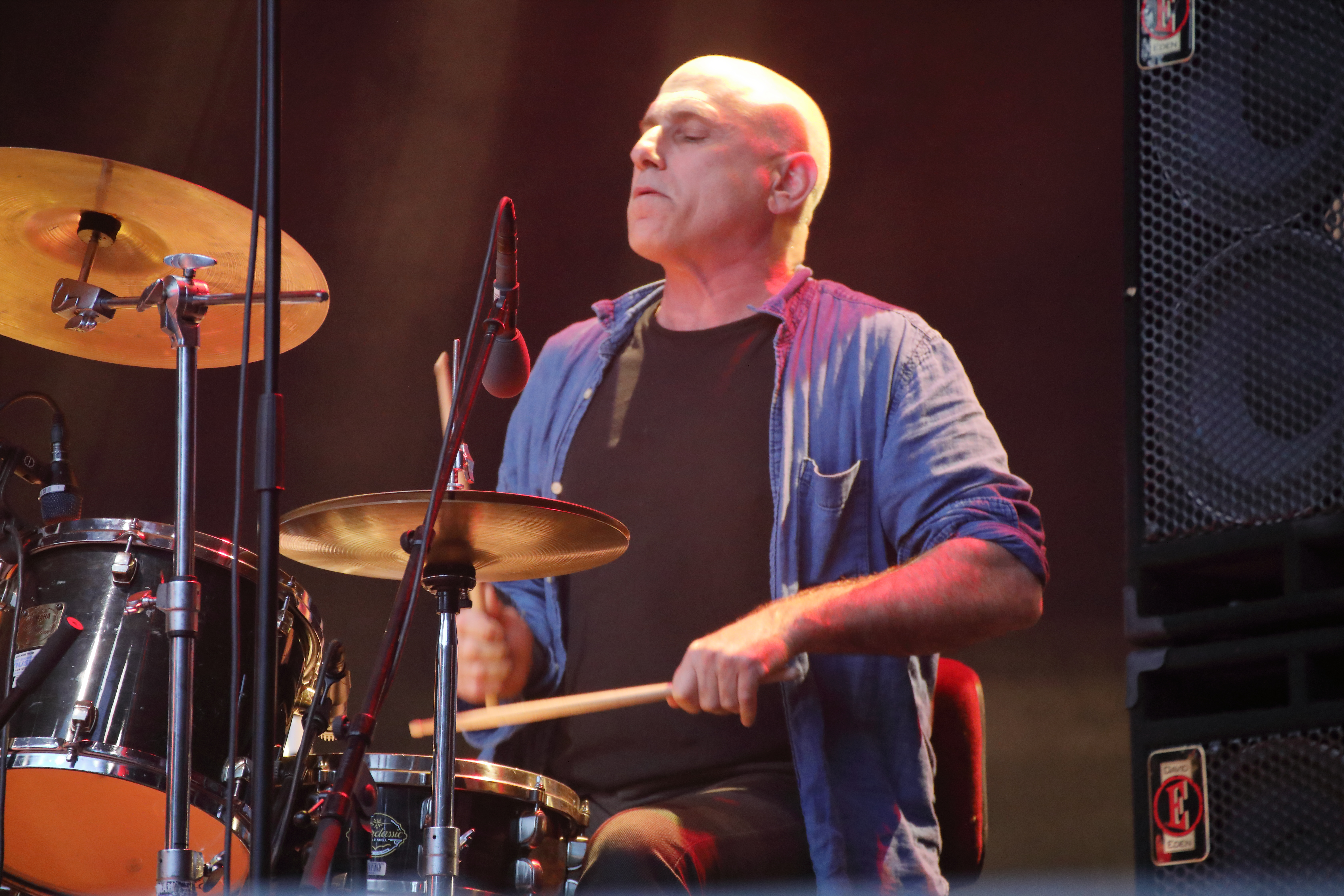
Peter Timmins

## Diskografie

### Alben
| Jahr | Titel                                  | Höchstplatzierung, Gesamtwochen, AuszeichnungChartplatzierungen (Jahr, Titel, Platzierungen, Wochen, Auszeichnungen, Anmerkungen) | Höchstplatzierung, Gesamtwochen, AuszeichnungChartplatzierungen (Jahr, Titel, Platzierungen, Wochen, Auszeichnungen, Anmerkungen) | Höchstplatzierung, Gesamtwochen, AuszeichnungChartplatzierungen (Jahr, Titel, Platzierungen, Wochen, Auszeichnungen, Anmerkungen) | Anmerkungen |
| Jahr | Titel                                  | DE | UK | US | Anmerkungen |
| ---- | -------------------------------------- | --- | --- | --- | ----------- |
| 1989 | The Trinity Session                    | — | — | US26 Platin · (29 Wo.)US |             |
| 1990 | The Caution Horses                     | — | UK33 (4 Wo.)UK | US47 (16 Wo.)US |             |
| 1992 | Black Eyed Man                         | — | UK21 (3 Wo.)UK | US76 (15 Wo.)US |             |
| 1993 | Pale Sun, Crescent Moon                | — | — | US114 (14 Wo.)US |             |
| 1996 | Lay It Down                            | — | UK80 (1 Wo.)UK | US55 (21 Wo.)US |             |
| 1998 | Miles from Our Home                    | — | — | US98 (5 Wo.)US |             |
| 2001 | Open                                   | — | — | US107 (2 Wo.)US |             |
| 2004 | One Soul Now                           | — | — | US127 (2 Wo.)US |             |
| 2010 | Renmin Park: The Nomad Series Volume I | — | — | US169 (1 Wo.)US |             |
| 2018 | All That Reckoning                     | DE87 (1 Wo.)DE | UK78 (1 Wo.)UK | — |             |
| 2022 | Songs of the Recollection              | DE86 (1 Wo.)DE | — | — |             |

Weitere Studioalben
- 1986: Whites off Earth Now!!
- 2005: Early 21st Century Blues
- 2007: At the End of Paths Taken
- 2007: ’Neath Your Covers, Part 2 (nur als Download)
- 2007: Written, Recorded and Unreleased (nur als Download)
- 2007: Trinity Revisited
- 2010: Demons (The Nomad Series - Volume 2) (als limitierter Download, CD-Veröffentlichung: 2011)
- 2010: Demons Bonus Tracks EP (nur als Download)
- 2011: Sing in My Meadow (The Nomad Series – Volume 3)
- 2012: The Wilderness (The Nomad Series – Volume 4)
- 2015: Notes Falling Slow (4CD Boxset)
- 2020: Ghosts (nur digital)
- 2023: Such Ferocious Beauty

### Livealben
- 1989: Two Lone Figures on the American Landscape
- 1995: 200 More Miles – Live Performances 1985 – 1994
- 2000: Waltz Across America
- 2000: Live in Toronto 10 17 2000 (Videoalbum)
- 2002: Open Road
- 2002: The Radio One Sessions
- 2003: In the Time Before Llamas
- 2005: Long Journey Home (Videoalbum)
- 2007: Cookie Crumbs, Vol. 1 – The Path Taken (nur als Download)
- 2007: Acoustic Junk (nur als Download)
- 2008: Cookie Crumbs, Vol. 2 – Blowin’ and Driftin’ (nur als Download)
- 2008: Cookie Crumbs, Vol. 3 – Waltz Across America Tour (nur als Download)
- 2009: Cookie Crumbs, Vol. 4 – In the Time Before Tapers (nur als Download)
- 2010: Cookie Crumbs, Vol. 5 – Empire Theatre – Bellville (nur als Download)
- 2010: Cookie Crumbs, Vol. 6 – The Genesis (nur als Download)
- 2010: Cookie Crumbs, Vol. 7 – Rockland, ME 4-17-2010/Somerville, MA 4-18-2010 (nur als Download)
- 2011: Cookie Crumbs, Vol. 8 (nur als Download)
- 2011: Cookie Crumbs, Vol. 9 (nur als Download)
- 2011: Sing in My Meadow – Live EP (nur als Download)
- 2012: Cookie Crumbs, Vol. 10 – Underdogs (nur als Download)

### Kompilationen
- 1996: Studio – Selected Studio Recordings 1986–1995
- 1999: Rarities, B-Sides and Slow, Sad Waltzes
- 2001: Sweet Jane
- 2002: The Best of the Cowboy Junkies
- 2007: Sharon Temple Session (nur als Download)

### Weitere Alben
- 2009: Margo’s Corner – Ty Tyrfu Sessions, Volume 1, Margo Timmins Soloalbum, nur als Download

### Singles
| Jahr | Titel Album                                              | Höchstplatzierung, Gesamtwochen, AuszeichnungChartsChartplatzierungen (Jahr, Titel, Album, Platzierungen, Wochen, Auszeichnungen, Anmerkungen) | Anmerkungen |
| Jahr | Titel Album                                              | UK | Anmerkungen |
| ---- | -------------------------------------------------------- | --- | ----------- |
| 1989 | Blue Moon Revisited (Song for Elvis) The Trinity Session | UK87 (6 Wo.)UK |             |
| 1990 | Sun Comes Up, It’s Tuesday Morning The Caution Horses    | UK90 (2 Wo.)UK |             |
| 1990 | ’Cause Cheap Is How I Feel The Caution Horses            | UK93 (2 Wo.)UK |             |

Weitere Singles
- 1989: Sweet Jane
- 1992: Southern Rain
- 1992: A Horse in the Country
- 1992: Live!
- 1996: A Common Disaster
- 1996: Angel Mine
- 1999: Ooh Las Vegas
- 2001: I’m So Open

## Auszeichnungen für Musikverkäufe
| Goldene Schallplatte - Kanada - 1992: für das Album Black Eyed Man - 1996: für das Album Pale Sun, Crescent Moon - 1996: für das Album Lay It Down Platin-Schallplatte - Kanada - 1990: für das Album The Caution Horses | 2× Platin-Schallplatte - Kanada - 1996: für das Album The Trinity Session |

Anmerkung: Auszeichnungen in Ländern aus den Charttabellen bzw. Chartboxen sind in ebendiesen zu finden.
| Land/RegionAuszeichnungen für Musikverkäufe (Land/Region, Auszeichnungen, Verkäufe, Quellen) | Gold     | Platin     | Verkäufe  | Quellen         |
| -------------------------------------------------------------------------------------------- | -------- | ---------- | --------- | --------------- |
| Kanada (MC)                                                                                  | 3× Gold3 | 3× Platin3 | 450.000   | musiccanada.com |
| Vereinigte Staaten (RIAA)                                                                    | —        | Platin1    | 1.000.000 | riaa.com        |
| Insgesamt                                                                                    | 3× Gold3 | 4× Platin4 |           |                 |